# Tour de France 1974
Il Tour de France 1974, sessantunesima edizione della corsa, si svolse in ventidue tappe precedute da un prologo iniziale, tra il 27 giugno e il 21 luglio 1974, per un percorso totale di 4 098 km.
Fu l'ultima edizione del Tour de France a giungere sul velodromo di La Cipale (dal 1975 si arriverà sugli Champs-Élysées).
Venne vinto per la quinta ed ultima volta dal passista-cronoman, scalatore e finisseur belga Eddy Merckx (peraltro salì per la quinta volta sul gradino più alto del podio su altrettante partecipazioni alla Grande Boucle). Si trattò della diciassettesima edizione del Tour vinta da un corridore del Belgio. Merckx terminò le sue fatiche sugli asfalti di Francia di questa edizione 1974 del Tour con il tempo di 116h16'58". 
Il "Cannibale" belga, che l'anno prima non aveva partecipato alla corsa a tappe francese, andò così a eguagliare il record di cinque vittorie alla Grande Boucle detenuto fino ad allora dal passista-cronoman francese Jacques Anquetil. Inoltre, a Merckx riuscì l'impresa della vittoria sia al Giro d'Italia che al Tour de France per la terza volta (dopo le annate 1970 e 1972), un primato mai più eguagliato finora. 
Sul finale della stagione 1974 il fuoriclasse fiammingo avrebbe conquistato anche il suo terzo ed ultimo Campionato del Mondo Professionisti. Una tripletta del genere nello stesso anno solare (vittoria a Giro d'Italia, Tour de France e Campionato Mondiale) sarebbe in futuro stata eguagliata da un solo ciclista: il passista-scalatore irlandese Stephen Roche nel 1987.
Al secondo posto della classifica generale si piazzò il passista-cronoman, scalatore e finisseur francese Raymond Poulidor (al settimo podio della carriera al Tour: per lui fu la terza piazza d'onore, mentre quattro volte era arrivato in terza posizione).
Raymond Poulidor conseguì un importante primato: diventò infatti il primo corridore della storia a salire per ben sette volte sul podio del Tour de France (tre secondi posti, quattro terzi, ma mai vincente). Distanziò così di una lunghezza Gustave Garrigou (una vittoria, tre secondi posti e due terzi) e il suo storico rivale, il normanno Jacques Anquetil (cinque vittorie e una terza posizione). 
Nonostante questi lusinghieri piazzamenti, pur privi della vittoria finale, Poulidor non era mai riuscito ad indossare la maglia gialla neanche per un solo giorno, e non ci riuscirà neanche per i restanti sgoccioli della carriera. 
Terzo nella graduatoria generale si classificò lo scalatore spagnolo Vicente López Carril (all'unico podio della carriera nel Tour).

## Tappe
| Tappa  | Data      | Percorso                                            | km    | Vincitore di tappa       | Leader cl. generale |
| ------ | --------- | --------------------------------------------------- | ----- | ------------------------ | ------------------- |
| Prol.  | 27 giugno | Brest (cron. individuale)                           | 7,1   | Eddy Merckx              | Eddy Merckx         |
| 1ª     | 28 giugno | Brest > Saint-Pol-de-Léon                           | 144   | Ercole Gualazzini        | Joseph Bruyère      |
| 2ª     | 29 giugno | Plymouth (GBR) > Plymouth (GBR)                     | 163,7 | Henk Poppe               | Joseph Bruyère      |
| 3ª     | 30 giugno | Morlaix > Saint-Malo                                | 190   | Patrick Sercu            | Joseph Bruyère      |
| 4ª     | 1º luglio | Saint-Malo > Caen                                   | 184,5 | Patrick Sercu            | Eddy Merckx         |
| 5ª     | 2 luglio  | Caen > Dieppe                                       | 165   | Ronald De Witte          | Gerben Karstens     |
| 6ª-1ª  | 3 luglio  | Dieppe > Harelbeke (BEL)                            | 239   | Jean-Luc Molinéris       | Patrick Sercu       |
| 6ª-2ª  | 3 luglio  | Harelbeke (BEL) > Harelbeke (BEL) (cron. a squadre) | 9     | Molteni                  | Gerben Karstens     |
| 7ª     | 4 luglio  | Mons (BEL) > Châlons-sur-Marne                      | 221,5 | Eddy Merckx              | Eddy Merckx         |
| 8ª-1ª  | 5 luglio  | Châlons-sur-Marne > Chaumont                        | 136   | Cyrille Guimard          | Eddy Merckx         |
| 8ª-2ª  | 5 luglio  | Chaumont > Besançon                                 | 152   | Patrick Sercu            | Eddy Merckx         |
| 9ª     | 6 luglio  | Besançon > Gaillard                                 | 241   | Eddy Merckx              | Eddy Merckx         |
| 10ª    | 7 luglio  | Gaillard > Aix-les-Bains                            | 131,5 | Eddy Merckx              | Eddy Merckx         |
| 11ª    | 8 luglio  | Aix-les-Bains > Serre-Chevalier                     | 199   | Vicente López Carril     | Eddy Merckx         |
|        | 9 luglio  | giorno di riposo                                    |       |                          |                     |
| 12ª    | 10 luglio | Savines-le-Lac > Orange                             | 231   | Joseph Spruyt            | Eddy Merckx         |
| 13ª    | 11 luglio | Avignone > Montpellier                              | 126   | Barry Hoban              | Eddy Merckx         |
| 14ª    | 12 luglio | Lodève > Colomiers                                  | 248,5 | Jean-Pierre Genet        | Eddy Merckx         |
| 15ª    | 13 luglio | Colomiers > La Seu d'Urgell (ESP)                   | 225   | Eddy Merckx              | Eddy Merckx         |
| 16ª    | 14 luglio | La Seu d'Urgell (ESP) > Saint-Lary-Soulan           | 209   | Raymond Poulidor         | Eddy Merckx         |
| 17ª    | 15 luglio | Saint-Lary-Soulan > La Mongie                       | 119   | Jean-Pierre Danguillaume | Eddy Merckx         |
| 18ª    | 16 luglio | Bagnères-de-Bigorre > Pau                           | 141,5 | Jean-Pierre Danguillaume | Eddy Merckx         |
| 19ª-1ª | 17 luglio | Pau > Bordeaux                                      | 195,5 | Francis Campaner         | Eddy Merckx         |
| 19ª-2ª | 18 luglio | Bordeaux (cron. individuale)                        | 12,4  | Eddy Merckx              | Eddy Merckx         |
| 20ª    | 19 luglio | Saint-Gilles-Croix-de-Vie > Nantes                  | 117   | Gerard Vianen            | Eddy Merckx         |
| 21ª-1ª | 20 luglio | Vouvray > Orléans                                   | 112,5 | Eddy Merckx              | Eddy Merckx         |
| 21ª-2ª | 20 luglio | Orléans > Orléans (cron. individuale)               | 37,5  | Michel Pollentier        | Eddy Merckx         |
| 22ª    | 21 luglio | Orléans > Parigi                                    | 146   | Eddy Merckx              | Eddy Merckx         |
| Totale | Totale    | Totale                                              | 4 098 |                          |                     |

## Squadre e corridori partecipanti
| N.    | Cod. | Squadra                |
| ----- | ---- | ---------------------- |
| 1-10  | MOL  | Molteni                |
| 11-20 | BIC  | Bic                    |
| 21-30 | PEU  | Peugeot-BP-Michelin    |
| 31-40 | KAS  | KAS-Kaskol             |
| 41-50 | SON  | Sonolor-Gitane         |
| 51-60 | MIK  | MIC-De Gribaldy-Ludo   |
| 61-70 | GAN  | Gan-Mercier-Hutchinson |

| N.      | Cod. | Squadra                        |
| ------- | ---- | ------------------------------ |
| 71-80   | CAS  | La Casera-Peña Bahamontes      |
| 81-90   | MER  | Flandria-Shimano-Merlin Plage  |
| 91-100  | BRO  | Brooklyn                       |
| 101-110 | LEJ  | Lejeune-Jobo                   |
| 111-120 | FLA  | Carpenter-Confortluxe-Flandria |
| 121-130 | FRI  | Frisol-Flair Plastics          |

## Resoconto degli eventi
Al Tour de France 1974 parteciparono 130 corridori, dei quali 105 giunsero a Parigi.  Le squadre partecipanti, che tornarono al tradizionale formato di 10 corridori per squadra, erano 6 francesi, 3 belghe, 2 spagnole, 1 italiana, 1 olandese.  I corridori partecipanti erano 55 francesi, 27 belgi, 20 spagnoli, 12 olandesi, 10 italiani, 2 portoghesi, 2 britannici, 1 danese, 1 australiano.
Eddy Merckx, per la quinta edizione su cinque partecipazioni, fu il corridore che vinse il maggior numero di frazioni: otto sulle ventisette previste (considerando come unità il cronoprologo e anche le varie semitappe). Egli fu maglia gialla al termine del cronoprologo, poi perse nella frazione successiva il simbolo del primato, che riprese al termine della quinta frazione. Riperse subito la maglia gialla, per poi riprenderla al termine della nona frazione e mantenendola fino a Parigi. In totale, Merckx in questa edizione del Tour fu leader della classifica al termine di ventuno frazioni su ventisette.
Tuttavia, il suo non fu un dominio assoluto: sulle montagne si ritrovò infatti spesso a lottare con il trentottenne Raymond Poulidor, che poi chiuderà secondo. Grandi assenti furono il campione in carica Luis Ocaña e Joop Zoetemelk, quest'ultimo gravemente infortunatosi al Grand Prix du Midi Libre.
Fu l'ultima edizione del Tour de France a giungere sul velodromo di La Cipale (dal 1975 si arriverà sugli Champs-Élysées); fu anche l'anno della prima storica visita della corsa in Gran Bretagna, con una tappa su circuito a Plymouth, nel Devon.

## Classifiche finali

### Classifica generale - Maglia gialla
| Pos. | Corridore            | Squadra    | Tempo      |
| ---- | -------------------- | ---------- | ---------- |
| 1    | Eddy Merckx          | Molteni    | 116h16'58" |
| 2    | Raymond Poulidor     | Gan        | a 8'04"    |
| 3    | Vicente López Carril | KAS-Kaskol | a 8'09"    |
| 4    | Wladimiro Panizza    | Brooklyn   | a 10'59"   |
| 5    | Gonzalo Aja          | KAS-Kaskol | a 11'24"   |
| 6    | Joaquim Agostinho    | Bic        | a 14'24"   |
| 7    | Michel Pollentier    | Carpenter  | a 16'34"   |
| 8    | Mariano Martínez     | Sonolor    | a 18'33"   |
| 9    | Alain Santy          | Gan        | a 19'55"   |
| 10   | Herman Van Springel  | MIC        | a 24'11"   |

### Classifica a punti - Maglia verde
| Pos. | Corridore         | Squadra  | Punti |
| ---- | ----------------- | -------- | ----- |
| 1    | Patrick Sercu     | Brooklyn | 283   |
| 2    | Eddy Merckx       | Molteni  | 270   |
| 3    | Barry Hoban       | Gan      | 160   |
| 4    | Gerben Karstens   | Bic      | 149   |
| 5    | Jacques Esclassan | Peugeot  | 143   |

### Classifica scalatori
| Pos. | Corridore           | Squadra    | Punti |
| ---- | ------------------- | ---------- | ----- |
| 1    | Domingo Perurena    | KAS-Kaskol | 161   |
| 2    | Eddy Merckx         | Molteni    | 118   |
| 3    | José Luis Abilleira | La Casera  | 109   |
| 4    | Gonzalo Aja         | KAS-Kaskol | 90    |
| 5    | Raymond Poulidor    | Gan        | 80    |

### Classifica combinata - Maglia bianca
| Pos. | Corridore              | Squadra   | Punti |
| ---- | ---------------------- | --------- | ----- |
| 1    | Eddy Merckx            | Molteni   | 8     |
| 2    | Raymond Poulidor       | Gan       | 33    |
| 3    | Herman Van Springel    | MIC       | 35    |
| 4    | Michel Pollentier      | Carpenter | 38    |
| 5    | J.-Pierre Danguillaume | Peugeot   | 51    |

### Classifica sprint
| Pos. | Corridore           | Squadra  | Punti |
| ---- | ------------------- | -------- | ----- |
| 1    | Barry Hoban         | Gan      | 133   |
| 2    | Gerben Karstens     | Bic      | 120   |
| 3    | Eddy Merckx         | Molteni  | 93    |
| 4    | Michel Coroller     | Flandria | 39    |
| 5    | Herman Van Springel | MIC      | 28    |

### Classifica a squadre
| Pos. | Squadra                | Tempo |
| ---- | ---------------------- | ----- |
| 1    | KAS-Kaskol             |       |
| 2    | Gan-Mercier-Hutchinson |       |
| 3    | Molteni                |       |
| 4    | Sonolor                |       |
| 5    | Bic                    |       |